# أتيلا سيمون (منافس ألعاب قوى)
أتيلا سيمون (بالمجرية: Simon Attila)‏ هو منافس ألعاب قوى مجري، ولد في 22 مارس 1939.

## وصلات خارجية
- أتيلا سيمون على موقع أوليمبيديا (الإنجليزية)
- أتيلا سيمون على موقع اللجنة الأولمبية المجرية (الهنغارية)